# Johannes Mathesius

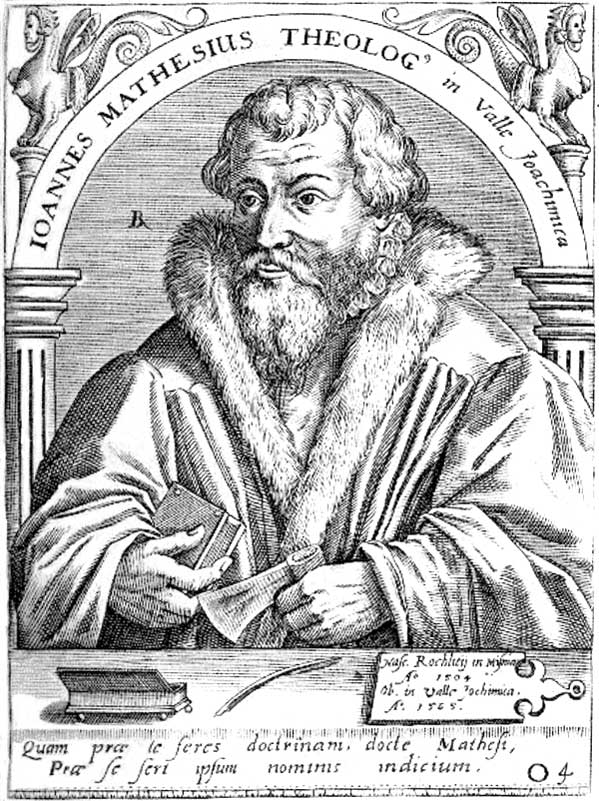
Johannes Mathesius

Johannes Mathesius, även Johann Mathesius, född 1504. Död 1565. Martin Luthers elev och biografiförfattare. Präst i Joachimsthal i Böhmen. Psalmförfattare representerad i danska Psalmebog for Kirke og Hjem.

## Svenska översättningar
- En christelig, nyttig och nödhtorfftigh förmaning til alle christne … att then ena then andra all skuld och brott welwilleliga och aff alt hierta gerna förlåta och tilgiffua skal (troligen ur: Christliche, lehrhaffte, trostreiche und lustige Erklerung und Außlegung des schönen Haussbuchs) (översättning Nicolaus Balk) (Stockholm: Christoff Reusner, 1611)
- Oeconomia eller berättelse om itt christelighit hwshåld sampt sköne andechtighe korte hwsböner, för allehanda stand, ... (Betlüchlein und Eoconomia) (förswenskadt aff Arvido Olai Scheningensi (dvs. Arvidus Olai Scheningensis)) ([S.l.]: [s.n.], 1632)
- Dokt. Martin Luther's lefwerne efter Johan Mathesius (från 5., oförändr. tyska uppl. på svenska utg. af A. G. Ziegert [Axel Gottlieb Ziegert]) (Örebro, 1846)

## Psalmer
- Jagh wil af hiertans grunde (Aus meines Herzens Grunde).[1]